# NGC 4108B
NGC 4108B (другие обозначения — UGC 7106, MCG 11-15-25, ZWG 315.16, 7ZW 439, IRAS12046+6730, PGC 38461) — галактика в созвездии Дракон.
Этот объект не входит в число перечисленных в оригинальной редакции «Нового общего каталога» и был добавлен позднее.